# Philippe Candeloro
Philippe Luciano Candeloro (Courbevoie, 17 febbraio 1972) è un pattinatore artistico su ghiaccio francese, vincitore di medaglie mondiali, europee e olimpiche negli anni 1990 nel singolo uomini. È celebre per le sue coreografie, spesso ispirate a personaggi famosi del cinema, della letteratura o della storia.

## Biografia
Figlio di un muratore italiano Luigi Candeloro, immigrato in Francia dall'Abruzzo, Philippe Candeloro si avvicinò al pattinaggio di figura a sette anni grazie ad un corso organizzato dalla scuola. In seguito diventò allievo di André Brunet, che rimase il suo allenatore per tutta la durata della sua carriera agonistica, affiancato dalla coreografa Natasha Volkova-Dabbadie.
Nel dicembre 1991 Philippe Candeloro non ottenne la qualificazione agli imminenti Giochi olimpici di Albertville, arrivando solo terzo alle selezioni per la squadra francese. Era deluso per la mancata partecipazione ai Giochi olimpici "di casa", e si lamentò di una presunta macchinazione nei suoi confronti, dando i primi assaggi di quella vena polemica a cui si deve uno dei suoi tanti soprannomi, "Candel rebelle" (Candeloro il ribelle).
Il ventenne pattinatore francese si mise in luce un mese dopo le Olimpiadi, ai campionati mondiali di pattinaggio di figura del 1992 a Oakland in California. Come programma lungo presentò una coreografia ispirata al film Conan il barbaro, indossando un costume che richiamava il personaggio portato sullo schermo da Arnold Schwarzenegger e pattinando su musiche tratte dalla colonna sonora. L'esercizio conteneva un paio di elementi che sarebbero poi diventati caratteristici delle sue esibizioni: una sequenza di saltelli in avanti e una trottola "inginocchiata", eseguita in posizione seduta a gambe incrociate sul ghiaccio. Al termine della sua prova Candeloro fu accolto con un'ovazione del pubblico che si alzò in piedi per applaudirlo. Il suo piazzamento finale fu il nono posto.
Agli europei del 1993 arrivò la prima medaglia del suo palmarès. Vinse l'argento, riproponendo la coreografia di Conan come programma lungo. In esibizione iniziò a presentare un altro numero ispirato al cinema, Rocky sulle musiche di Living in America di Jackson Brown e con un costume a stelle e strisce come la bandiera statunitense.
Nella stagione del 1994 Candeloro introdusse un'altra innovazione coreografica: un unico tema comune al programma corto e al programma lungo, le due parti di cui si compone la gara individuale di pattinaggio artistico. Il tema proposto dal francese fu Il padrino di Francis Ford Coppola sulle musiche di Nino Rota. Il "mafioso" Philippe, con un costume di scena gessato, vinse il bronzo alle Olimpiadi di Lillehammer e l'argento ai mondiali in Giappone. L'anno dopo, con due programmi rivisitati sullo stesso tema, si classificò terzo ai mondiali e quarto agli europei.
Nel 1996 presentò un programma corto sulla colonna sonora del film Dune, mentre nel programma lungo era il personaggio dei fumetti Lucky Luke. I risultati agonistici non furono particolarmente brillanti: quinto agli europei, nono ai mondiali. Le esuberanti e teatrali coreografie di Candeloro facevano molta presa sul pubblico, ma i punteggi delle giurie non sempre collimavano con il gradimento degli spettatori. Alcuni elementi non convenzionali delle sue routine andavano contro i regolamenti dell'International Skating Union (ISU) e comportavano penalizzazioni da parte dei giudici; la ormai famosa "trottola Candeloro" a gambe incrociate, ad esempio, è vietata nelle gare ISU perché la rotazione non avviene sulle lame dei pattini, ed è ammessa solo nelle esibizioni.
Nel 1997 Candeloro vestì i panni di Napoleone Bonaparte nel programma lungo e agli europei di Parigi, in patria, vinse l'argento. L'anno dopo concluse la sua carriera agonistica con le Olimpiadi di Nagano 1998, dove fu il portabandiera della Francia nella cerimonia di apertura. Aggiunse ancora un nuovo personaggio al suo repertorio, il D'Artagnan de I tre moschettieri di Dumas, ed arricchì la sua bacheca personale con una medaglia di bronzo.
Dopo i Giochi di Nagano "Candelorock" (un altro soprannome, coniato da un giornalista di Paris Match) passò al professionismo, partecipando a importanti spettacoli sul ghiaccio come Champions on Ice e Holiday on Ice e riproponendo i personaggi celebri del suo repertorio agonistico e gli elementi tipici delle sue coreografie, senza più i vincoli imposti dai regolamenti ISU. Ha ideato e prodotto uno proprio spettacolo che ha portato in tournée in Francia, Giappone e Guadalupa tra il 1999 e il 2002.
Il 1º febbraio 2005 è uscita in Francia la sua autobiografia Candel, rebelle et fidèle, scritta in coppia con il giornalista Alain Leblond.

## Palmarès

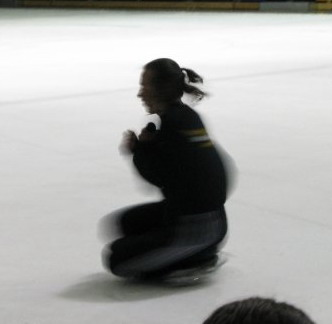
Candeloro nella sua famosa trottola, la "Candeloro spin"

GP: Champions Series (Grand Prix)
| Internazionali            | Internazionali | Internazionali | Internazionali | Internazionali | Internazionali | Internazionali | Internazionali | Internazionali | Internazionali | Internazionali |
| Evento                    | 88–89          | 89–90          | 90–91          | 91–92          | 92–93          | 93–94          | 94–95          | 95–96          | 96–97          | 97–98          |
| ------------------------- | -------------- | -------------- | -------------- | -------------- | -------------- | -------------- | -------------- | -------------- | -------------- | -------------- |
| Giochi olimpici invernali |                |                |                |                |                | 3°             |                |                |                | 3°             |
| Campionati mondiali       |                | 14°            |                | 9°             | 5°             | 2°             | 3°             | 9°             |                |                |
| Campionati europei        |                | 8°             | 5°             |                | 2°             | 5°             | 4°             | 5°             | 2°             | 5°             |
| GP Trophée Lalique        |                |                |                |                |                |                |                |                |                | 2°             |
| GP Nations Cup            |                |                |                |                |                |                |                |                |                | 4°             |
| GP NHK Trophy             |                |                |                |                |                |                |                | 3°             | 7°             |                |
| Goodwill Games            |                |                |                |                |                |                | 3°             |                |                |                |
| Trophée de France         |                | 7°             | 5°             |                | 4°             | 2°             | 1°             |                |                |                |
| NHK Trophy                |                |                |                |                | 1°             | 1°             | 2°             |                |                |                |
| Piruetten                 |                |                |                |                |                | 2°             |                |                |                |                |
| Skate America             |                |                | 6°             |                | 5°             | 5°             | 2°             |                |                |                |
| St. Gervais               |                | 3°             |                | 1°             |                |                |                |                |                |                |
| Internazionali: Junior    |                |                |                |                |                |                |                |                |                |                |
| Campionati mondiali       |                | 4°             | 5°             |                |                |                |                |                |                |                |
| Nazionali                 |                |                |                |                |                |                |                |                |                |                |
| Campionati francesi       | 4°             | 2°             | 2°             | 3°             | 2°             | 1°             | 1°             | 1°             | 1°             | R              |
| R = Ritirato              |                |                |                |                |                |                |                |                |                |                |